# Кольцовский сквер
Кольцовский сквер — парк отдыха, расположенный в центре Воронежа на площади Ленина. Одно из мест отдыха горожан.
В сквере находится светомузыкальный фонтан и памятник А. В. Кольцову.

## История

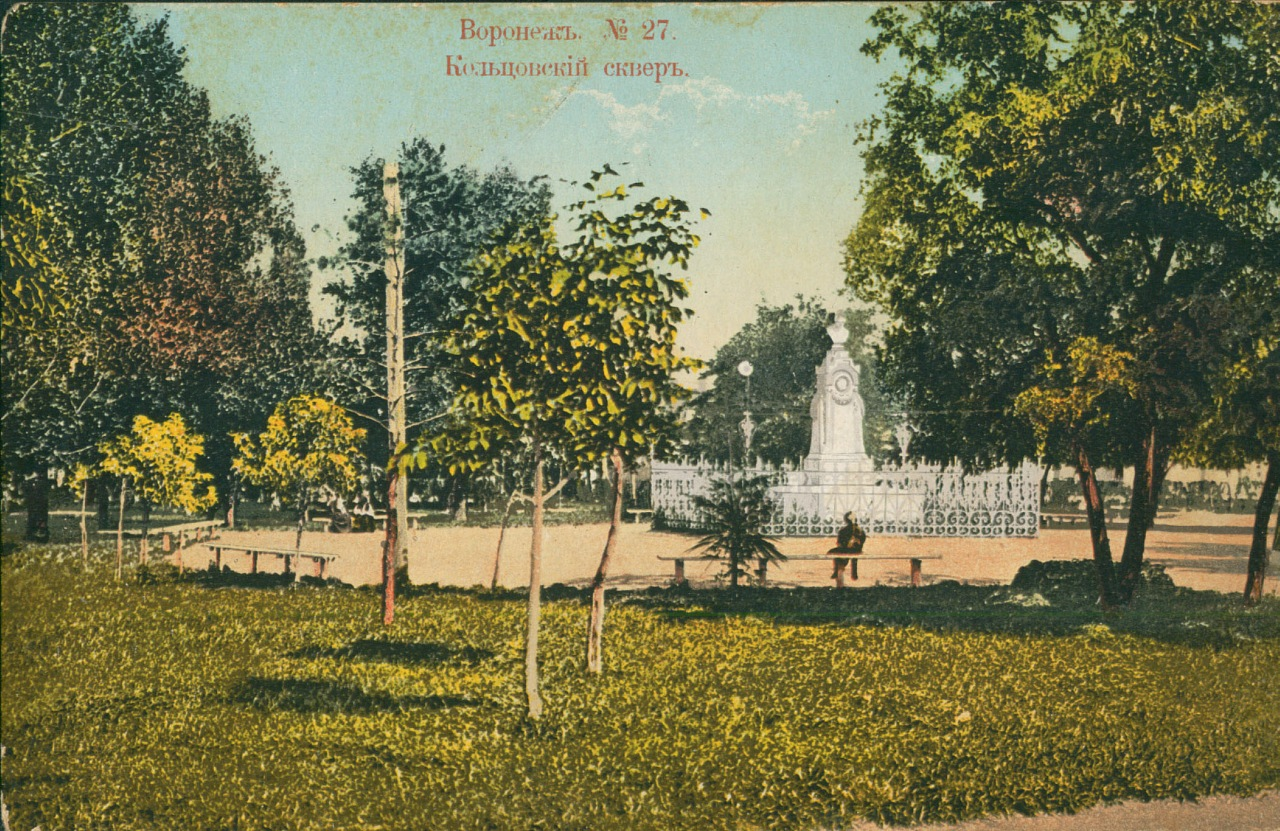
Кольцовский сквер в начале XX века

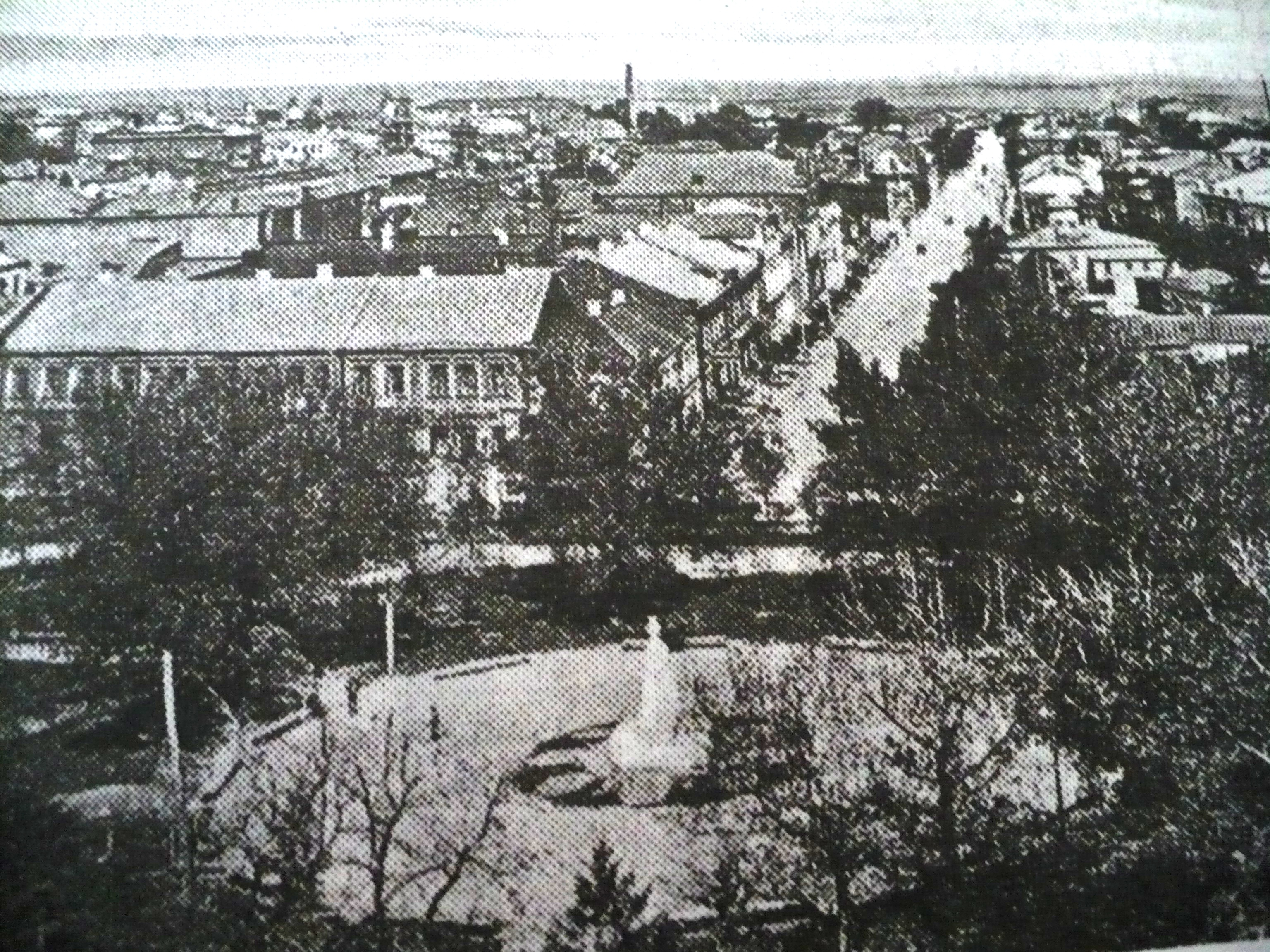
Кольцовский сквер в конце XIX-начале XX века

Открытие памятника Кольцову — беломраморного бюста, выполненного скульптором Агостино Трискорни, состоялось 27 октября 1868 года. С тех пор безымянный сквер обрёл наименование «Кольцовский». Первоначально скульптура была обращена в сторону улицы Плехановской, и до 1940 года от этой улицы к памятнику вела короткая главная аллея сквера. В 1871 году завершилось сооружение металлической решетки-ограды по периметру сквера.
В сквере в течение 1876—1877 годов соорудили один из двух самых первых фонтанов города. В начале XX века сквер был для горожан любимейшим, в летние дни всегда наполненным детьми. О нём заботилась садовая комиссия городской думы. В 1910 году здесь по-прежнему работал фонтан, украшенный «вертушкой», стояло 47 скамеек, благоухали цветочные клумбы. Из оранжерей высаживались растения экзотических видов: «Муза Ензема», «Драцена Индивиза в кадках», «Кана Крози», «Ешеверия секунда», «Хамеропс в кадке» и другие. В 1937 году фонтан был заменён на новый, а в 1977-м — на цветомузыкальный . Он стал одним из первых в стране фонтаном с синхронизацией потоков воды и цвета подсветки в зависимости от ритма музыки.
Во время Великой Отечественной войны на территории Кольцовского сквера оккупантами было устроено кладбище, на котором они хоронили своих погибших.

## Современная ситуация
С 4 мая по 12 июня 2009 года в сквере прошла масштабная реконструкция с заменой тротуарной плитки и обновлением освещения.